# アサヒガニ

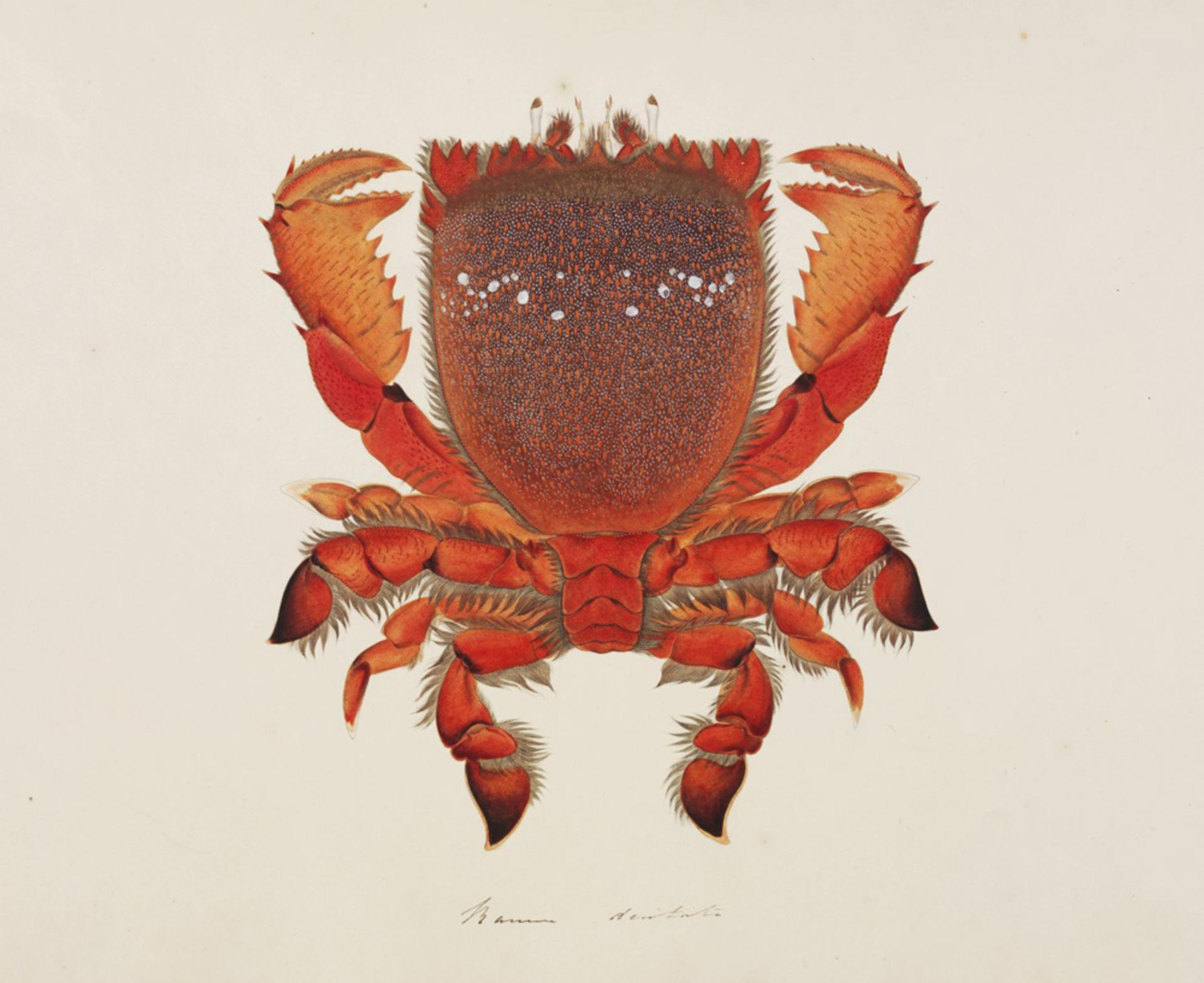
川原慶賀によるアサヒガニの絵 (1823-1829)

アサヒガニ（朝日蟹、旭蟹、学名 Ranina ranina）は、十脚目アサヒガニ科に分類されるカニの一種。インド太平洋の温暖な海域に分布する大型のカニで、食用とされる。分類上は1種のみでアサヒガニ属 Ranina を構成する。
地方名としてカブトガニ（鹿児島）、ヨロイガニ（長崎）、ヘイケガニ（高知）、ショウジョウガニなどがある。なお標準和名の「ヘイケガニ」は別種として存在し、「カブトガニ」はカニとは別の動物を指す。

## 特徴

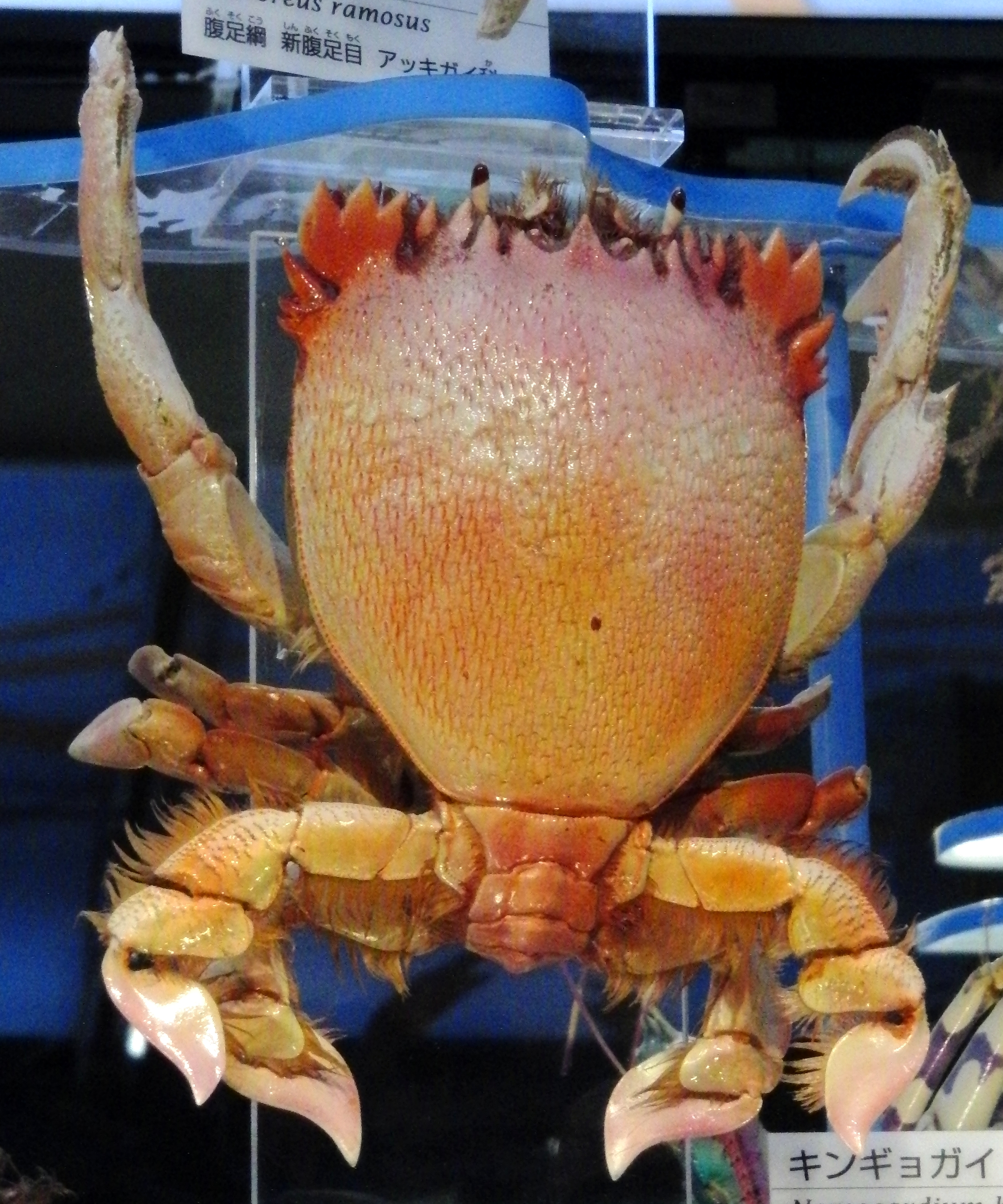
アサヒガニの剥製。国立科学博物館の展示。

甲幅は15cmほどに達し、カニとしては大型の部類に入る。背面は一様に赤橙色をしている。甲は縦長で小さな棘に覆われる。前半部がやや幅広く、ドーム状に膨らむ。前縁に3節からなる長い眼柄があり、その先に複眼がある。両眼の間には三叉の額角、両目の外側に3個の鋸歯、その外側に三叉に分かれた棘が2本突き出る。成体のオスでは三叉の棘が伸びて額角よりも前に出るが、メスは額角より前へ出ない。
鋏脚は左右とも同じ大きさで平たく、はさみ部分が内側を向き、全体的に鎌形をしている。歩脚は全てがガザミ類の遊泳脚のように平たく、砂に潜るのに適している。他のカニと違って腹部が頭胸甲の下に折り畳まれておらず、歩脚の間に突き出ている。甲・歩脚・腹部の縁には褐色の毛が生えている。
形態としては異尾類（ヤドカリ下目）のスナホリガニ類、または全てのカニ類に共通するメガロパ幼生に近い。このため、現生カニ類の中では本種を含むアサヒガニ科はカイカムリ類と並んで原始的な形態を残すカニとされている。
アサヒガニ科のカニは英語で"Frog crab"と総称されるが、これは縦長で前屈みになる体勢がカエルのそれに似ることに由来する。日本近海産のアサヒガニ科の中ではアサヒガニが最大種で、他種は全て甲幅5cmほどまでの小型種である。

### 生態
ハワイ諸島以西からアフリカ東岸まで、インド太平洋の熱帯・亜熱帯海域に広く分布し、日本でも本州中部以南に分布する。
水深10-50mの砂泥底に生息する。歩脚で砂底を掻いて後ずさりするように砂泥に潜り、複眼だけを出す。一般的なカニのような横歩きはできず前後に歩くが、前進もほとんどしない。食性は肉食で、貝類やゴカイなどいろいろな小動物を捕食する。

## 利用
日本を含む分布域の各地で広く食用に漁獲される。漁獲量は多くはないが、日本では九州南部で比較的多く漁獲される。旬は冬とされている。
カニ類の多くは加熱されると赤くなるが、本種は生時から既に赤く、加熱調理しても色は変化しない。甲羅内に白い身と黄褐色の中腸腺（カニミソ）が詰まっていて、塩茹でや鍋料理などで食べられる。美味なカニとして祝いの席などに出されることもある。